# سارا بيرد
سارا بيرد (بالإنجليزية: Sarah Bird)‏ (1949)؛ صحفية وروائية أمريكية.